# Cristina Arámbula
Cristina Arámbula Casares (10 de agosto de 2003) es una deportista española que compite en natación sincronizada.
Ganó cinco medallas en el Campeonato Mundial de Natación entre los años 2022 y 2025, y cuatro medallas en el Campeonato Europeo de Natación, en los años 2024 y 2025. En los Juegos Europeos de Cracovia 2023 consiguió dos medallas de oro.

## Palmarés internacional
| Campeonato Mundial | Campeonato Mundial  | Campeonato Mundial | Campeonato Mundial |
| Año                | Lugar               | Medalla            | Prueba             |
| ------------------ | ------------------- | ------------------ | ------------------ |
| 2022               | Budapest (Hungría)  | Medalla de bronce  | Rutina especial    |
| 2023               | Fukuoka (Japón)     | Medalla de oro     | Equipo técnico     |
| 2025               | Singapur (Singapur) | Medalla de bronce  | Equipo técnico     |
| 2025               | Singapur (Singapur) | Medalla de bronce  | Equipo libre       |
| 2025               | Singapur (Singapur) | Medalla de bronce  | Rutina acrobática  |
| Juegos Europeos    |                     |                    |                    |
| Año                | Lugar               | Medalla            | Prueba             |
| 2023               | Oświęcim (Polonia)  | Medalla de oro     | Equipo técnico     |
| 2023               | Oświęcim (Polonia)  | Medalla de oro     | Equipo libre       |
| Campeonato Europeo |                     |                    |                    |
| Año                | Lugar               | Medalla            | Prueba             |
| 2024               | Belgrado (Serbia)   | Medalla de oro     | Equipo técnico     |
| 2025               | Funchal (Portugal)  | Medalla de oro     | Equipo técnico     |
| 2025               | Funchal (Portugal)  | Medalla de oro     | Equipo libre       |
| 2025               | Funchal (Portugal)  | Medalla de bronce  | Rutina acrobática  |